# Харанут
Харанут — деревня в Эхирит-Булагатском районе Иркутской области России. Входит в состав Алужинского муниципального образования. Находится примерно в 13 км к востоку от районного центра.

## Население
По данным Всероссийской переписи, в 2010 году в деревне проживало 295 человек (149 мужчин и 146 женщин).